# Necropoli rupestre di Rio Marina
La necropoli rupestre di Rio Marina è una necropoli dell'Eneolitico nel comune di Rio dell'isola d'Elba, nella provincia di Livorno.
La necropoli, posta in una galleria naturale nota come Grotta di San Giuseppe, venne scoperta nel 1966 dal geologo Mario Cignoni e scavata tra il 1969 e il 1970. Al suo interno si trovavano le sepolture di circa 80 individui appartenenti ad una fase avanzata della Cultura del Rinaldone. I corredi funebri dei defunti, oggi esposti presso il Museo civico archeologico del Distretto Minerario di Rio nell'Elba, consistevano di tipici vasi «a fiasco», ciotole, attingitoi, vasi globulari, cuspidi di freccia in diaspro, pugnali di rame e punteruoli d'osso.
Di estremo interesse il cranio con foro appartenente ad una giovane donna sepolta.
La tipologia dei materiali rinvenuti fa supporre uno stretto collegamento tra tali popolazioni e i giacimenti minerari dell'Elba orientale, nonché delle forti analogie con il cosiddetto Gruppo grossetano e con le facies culturali eneolitiche pisano-versiliesi.